# Internazionali di Tennis Castel del Monte
Gli Internazionali di Tennis Castel del Monte è un torneo professionistico di tennis giocato su campi in cemento indoor. L'evento fa parte dell'ATP Challenger Tour. Si è giocato annualmente dal 2013 al 2018 per poi far ritorno nel 2022 (dopo un'interruzione nel 2019 e nel 2020 per Covid e nel 2021 per un'edizione dell'Open Città di Bari) al PalaSport di Andria in Italia. I campi di allenamento sono dislocati in quattro diversi impianti della stessa città.

## Albo d'oro

### Singolare
| Anno      | Campione          | Finalista           | Punteggio           |
| --------- | ----------------- | ------------------- | ------------------- |
| 2022      | Leandro Riedi     | Mikhail Kukushkin   | 7–6(4), 6–3         |
| 2021-2019 | Non disputato     | Non disputato       | Non disputato       |
| 2018      | Ugo Humbert       | Filippo Baldi       | 6–4, 7–6(3)         |
| 2017      | Uladzimir Ignatik | Christopher Heyman  | 6(3)–7, 6–4, 7–6(3) |
| 2016      | Luca Vanni        | Matteo Berrettini   | 5–7, 6–0, 6–3       |
| 2015      | Ivan Dodig        | Michael Berrer      | 6–2, 6–1            |
| 2014      | Ričardas Berankis | Nikoloz Basilašvili | 6–4, 1–0 rit.       |
| 2013      | Márton Fucsovics  | Dustin Brown        | 6–3, 6–4            |

### Doppio
| Anno      | Campioni                          | Finalisti                         | Punteggio              |
| --------- | --------------------------------- | --------------------------------- | ---------------------- |
| 2022      | Julian Cash Henry Patten          | Francesco Forti Marcello Serafini | 6(3)–7, 6–4, [10–4]    |
| 2021-2019 | Non disputato                     | Non disputato                     | Non disputato          |
| 2018      | Karol Drzewiecki Szymon Walków    | Marc-Andrea Hüsler David Pel      | 7–6(10), 2–6, [11–9]   |
| 2017      | Lorenzo Sonego Andrea Vavassori   | Sander Arends Sander Gillé        | 6–3, 3–6, [10–7]       |
| 2016      | Wesley Koolhof Matwé Middelkoop   | Roman Jebavý Zdeněk Kolář         | 6–3, 6–3               |
| 2015      | Marco Chiudinelli Frank Moser     | Carsten Ball Dustin Brown         | 7–6(5), 7–5            |
| 2014      | Patrick Grigoriu Costin Paval     | Roman Jebavý Andreas Siljeström   | 7–6(4), 6(4)–7, [10–5] |
| 2013      | Philipp Oswald Andreas Siljeström | Alessandro Motti Goran Tošić      | 6–2, 6–3               |